# Ultimates
The Ultimates je fiktivní tým superhrdinů z komiksových příběhů publikovaných vydavatelstvím Marvel Comics. Příběh vytvořili spisovatel Mark Millar a výtvarník Bryan Hitch. Poprvé byl představen v The Ultimates #1 v březnu 2002. Je součástí projektu Ultimate Marvel. Jedná se o moderní zpracování klasického týmu superhrdinů Avengers.

## Vydání
První série The Ultimates měla charakter limitované edice o třinácti číslech, které byly vydány v USA v období od března 2002 do dubna 2004. Příběh vycházel z alternativní historie původních postav.
Druhá série, nazvaná The Ultimates 2, čítala opět třináct čísel vydaných od prosince 2004 do května 2007. V této sérii se tým musí vypořádat s bojem proti terorismu. Millar se sám zmínil, že největší rozdíl mezi Avengers a Ultimates je ten, že Avengers byl tým superhrdinů bojující proti superpadouchům, zatímco Ultimates mají mnohem běžnější (lidštější) charakter.
V listopadu 2007 byla vydána kniha Ultimate Saga. Třetí série The Ultimates 3 byla vydána v období od prosince 2007 do září 2008. Autoři této série byli spisovatel Jeph Loeb a ilustrátor Joe Madureira.  Série vyvrcholila v crossoveru "Ultimatum", který napsal Jeph Loeb a ilustroval David Finch.
K původním sériím byla vydávána i řada vlastních sérií jednotlivých postav. Původní autoři se vrátili s krátkými příběhy v měsíčníku Ultimate Comics: Avengers, kterého vydali 24 čísel v období srpen 2009 až červenec 2011.
V letech 2010 a 2011 byla vydávána nová série s názvem Ultimate Comics: New Ultimates. Jejími autory byli Jeph Loeb a Frank Cho.
Od září 2011 je vydávána série 'Ultimate Comics: The Ultimates. Původními autory byli Jonathan Hickman a Esad Ribic, ale od čísla třináct je nahradil Sam Humphries s různými kreslíři. Série čítá třicet čísel. Děj vyvrcholil v crossoveru Cataclysm (leden-únor 2014).
Po událostech z crossoveru Cataclysm je pro Ultimate Marvel NOW! připravena série All-New Ultimates, jejími autory jsou Michel Fiffe a Amilcar Pinna.

## Příběh
Projekt Ultimates přináší úplně jiné pojetí klasických hrdinů Avengers. Superhrdinové mají mnohem více lidštější problémy. Tony Stark je zde excentrický miliardář, avšak také alkoholik. Thor je levicový aktivista stojící proti nemorálnímu kapitalismu, korporacím a zbraním. Navíc je považován za blázna, který si své božství vymyslel. Steve Rogers je cizincem v nové době, který se musí vyrovnat s faktem, že si jeho nejlepší kamarád vzal jeho snoubenku, a také s tím, že každý koho znal je buď starý nebo již mrtvý. Bruce Banner je labilní vědec, který se jen těžko pere se stresem a s rozchodem se svou manželkou. Henry a Janet Pymovi jsou zase manželé ve vážné krizi.

### The Ultimates
Generál Nick Fury (Ultimate zpracování) sestaví pod záštitou agentury S.H.I.E.L.D. a s podporou vlády Spojených států amerických speciální tým, do kterého naverbuje Stevena Rogerse (Captain America), Henryho a Janet Pymovi (Giant-Man a Wasp), vědce Bruce Bannera (Hulk) a Tonyho Starka (Iron Man). S týmem postupně spolupracují i superhrdinové Thor (Ultimate zpracování), Quicksilver a Scarlet Witch, a také agenti S.H.I.E.L.D. Clinton Barton (Hawkeye) a Natalia Romanova (Black Widow). Jejich společnými nepřáteli jsou agresivní mimozemšťané Chitauri. 
Ve druhé linii je popsáno, jak se vědec Bruce Banner infikuje "sérem supervojáka" a probudí v sobě Hulka, který poté propadne nekontrolovatelné agresivitě a bezhlavému ničení.

### The Ultimates 2
Rok po událostech první série se proti týmu vznese všeobecná nevole obyčejných lidí, a to hlavně proto, že se dozvědí, že Hulk byl členem Ultimates. Také se roznesou nelichotivé pomluvy vůči Thorovi, což má nasvědomí jeho bratr Loki, který podporuje tým protiamerických superpadouchů Liberators. Ti se s pomocí Black Widow, která zradila S.H.I.E.L.D., pokusí zatknout Ultimates. Ve finální bitvě proti sobě stojí Ultimates s podporou bojovníků z Asgardu (Thorův domácí svět) proti Liberators. 

### The Ultimates 3
Třetí série se točí kolem vyloučení Giant-Mana z týmu, kvůli případu ohledně zveřejnění nahrávky sexu mezi Tonym Starkem a Black Widow. Zrádný Ultron robot navíc převezme identitu hrdiny Yellowjacket a pokusí se vytvořit své robotické duplikáty. Celý plán řídí superpadouch Doctor Doom.

### New Ultimates
Osm měsíců po událostech z crossoveru Ultimatum tým Ultimate Defenders ukradnou Thorův Mjöllnir, navíc se v New Yorku objeví Loki a Enchantress. Členy ultimates zde jsou Captain America, Thor, Valkerie, Hawkeye, Black Panther, Shanna, Ka-Zar a Princess Zarda. 

### Ultimate Comics: The Ultimates
Obměněný tým ve složení Nick Fury, Iron Man, Thor, Spider-Woman a Spider-Man (a postupně i další) se musí vypořádat hned se dvěma superhrdinskými hrozbami. První mají na svědomí bratři Xorn a Zorn, a druhou sám Reed Richards. Výsledkem je zničení Asgardu i agentury S.H.I.E.L.D. Finální bitva mezi Ultimates Reedem Richardsem rozhodne o osudu lidstva. Série končí v crossoveru Cataclysm, kde se Ultimates musí spojit s Reedem Richardsem, aby orazili Galactuse, požírače světů.

## Členové týmu

### Zakládající členové
| Charakter       | Civilní jméno                 | Přidal se v             |
| --------------- | ----------------------------- | ----------------------- |
| Nick Fury       | Nicholas Joseph "Nick" Fury   | The Ultimates vol. 1 #1 |
| Iron Man        | Anthony Edward Stark          | The Ultimates vol. 1 #1 |
| Giant Man       | Dr. Henry "Hank" Jonathan Pym | The Ultimates vol. 1 #2 |
| Wasp            | Janet Pym                     | The Ultimates vol. 1 #2 |
| Captain America | Steven "Steve" Rogers         | The Ultimates vol. 1 #3 |
| Thor            | Thor Odinson                  | The Ultimates vol. 1 #6 |
| Hulk            | Bruce Banner                  | The Ultimates vol. 1 #2 |

### Shadow tým
| Charakter     | Civilní jméno                 | Přidal se v             |
| ------------- | ----------------------------- | ----------------------- |
| Hawkeye       | Clinton Francis Barton        | The Ultimates vol. 1 #4 |
| Black Widow   | Natalia "Natasha" Romanova    | The Ultimates vol. 1 #7 |
| Quicksilver   | Pietro Lensherr (či Maximoff) | The Ultimates vol. 1 #7 |
| Scarlet Witch | Wanda Lensherr (či Maximoff)  | The Ultimates vol. 1 #7 |

### Pozdější členové
| Charakter     | Civilní jméno          | Přidal se v             |
| ------------- | ---------------------- | ----------------------- |
| Valkyrie      | Barbara Denton-Norriss | The Ultimates vol. 3 #1 |
| Black Panther | T'Challa Udaku         | The Ultimates vol. 3 #1 |

## Česká vydání
V České republice vydávají komiksové knihy Ultimates nakladatelství BB/art a Crew.
- 2008 - Ultimates 1/1 - Nadčlověk, (Ultimates #1-6, "Super-Human", 2002-03).
- 2009 - Ultimates 1/2 - Národní bezpečnost, (Ultimates #7-13, "Homeland Security", 2003-04).
- 2010 - Ultimates 2/1 - Bohové a monstra, (Ultimates 2 #1-6, "Gods And Monsters", 2005-06).
- 2011 - Ultimates 2/2 - Jak ukrást Ameriku, (Ultimates 2 #7-13, "Grand Theft America", 2006-07).
- 2013 - Ultimátní komiksový komplet #16: Ultimates - Nadčlověk, (Ultimates #1-6, "Super-Human", 2002-03).
- 2014 - Ultimátní komiksový komplet #37: Ultimates - Národní bezpečnost, (Ultimates #7-13, "Homeland Security", 2003-04).

## Filmy
Příběhy Ultimates vedly roku 2006 k natočení dvou animovaných filmů Ultimate Avengers a Ultimate Avengers 2.